# Pogalan (Pakis)
Pogalan is een bestuurslaag in het regentschap Magelang van de provincie Midden-Java, Indonesië. Pogalan telt 3447 inwoners (volkstelling 2010).